# يوجين روبرت غلازر
يوجين روبرت غلازر (بالإنجليزية: Eugene Robert Glazer)‏ مواليد 16 ديسمبر 1942، هو ممثل أمريكي.

## الأعمال
- 24
- المسحورات
- سي اس آي: نيويورك
- الفتاة نيكيتا
- جوال تكساس ووكر
- المستشفى العام
- دالاس
- لا مفر
- فالكون كريست
- مسلسل ملائكة تشارلي

## روابط خارجية
- يوجين روبرت غلازر على موقع IMDb (الإنجليزية)
- يوجين روبرت غلازر على موقع ألو سيني (الفرنسية)
- يوجين روبرت غلازر على موقع ألو سيني (الفرنسية)
- يوجين روبرت غلازر على موقع أول موفي (الإنجليزية)
- يوجين روبرت غلازر على موقع قاعدة بيانات الأفلام السويدية (السويدية)
- يوجين روبرت غلازر على موقع قاعدة بيانات الفيلم (الإنجليزية)
- يوجين روبرت غلازر على موقع كينوبويسك (الروسية)